# 異世界居酒屋「げん」
『異世界居酒屋「げん」』は原作：蝉川夏哉、作画：碓井ツカサによる日本の漫画作品。『異世界居酒屋「のぶ」』のスピンアウトコミックとして、『このマンガがすごい!WEB』（宝島社）にて2018年3月より連載中。
2022年4月には、ノベライズ版である『小説 異世界居酒屋「げん」』も発売された。

## あらすじ
関東のとある街で居酒屋を営む葦村（よしむら）草平。彼の家には代々「葦村の呪い」という言い伝えがあり、先祖と狐の間に何かしらの因縁があったために、葦村家の男性は全員が齢60前後で亡くなっていた。草平は自分がその年齢になったことから、一度は店を畳もうと考えた。しかし、ある日突然魔法のように店の入口が異世界へとつながってしまい、異世界の住人たちが徐々に店に訪れるようになる。言葉が通じるからいいかとおもい、見知らぬ世界で店をやるのも面白そうだと考えなおしたことから、草平は店を再開することを決意する。店の入口がつながった先は、東王国オイリアの王都ラ・パリシィア。異世界の大陸における屈指の大都会だった。
一方、父親が閉店するとの知らせを聞いた長女のひなたは、大学の先輩で恋人の榊原（さかきばら）正太郎を連れて店に駆けつける。しかしそこには、外国人（ひなたには異世界人がそう見えた）の客を迎えて今まで通りに店に立つ父親の姿があった。ひなたは、父が店を仕舞うのであれば、自分で店を持ちたいと考えている正太郎に店を譲ってほしいと、頼みに来たのだった。
それをきっかけとして正太郎が店を手伝うこととなり、居酒屋「げん」の異世界での営業が始まった。

## 世界観
「げん」がつながった異世界は、『異世界居酒屋「のぶ」』に出てくる世界と同じである。ただし、「のぶ」がつながったのは帝国の古都アイテーリアであったのに対して、「げん」がつながったのはその西隣にあるオイリアの王都ラ・パリシィアである。オイリアは、人や食材や料理の名前、そして地名などがフランス風に描写されている。時代的にも同じようで、「げん」がつながったオイリアでは、そう遠くない時期の回想シーンでセレスティーヌが摂政宮として登場しており、時代的にはそのセレスティーヌが帝国へ嫁いだあとの世界である。なお「げん」「のぶ」ともに、お互いの存在は知らないようであるが、オイリア貴族のラ・ヴィヨン卿と、食の吟遊詩人クローヴィンケルは、「げん」と「のぶ」の両方の店を訪れている。
また、異世界には「げん」や「のぶ」以外にもこちらの世界の店が急に繋がって現われるようで、居酒屋、焼き鳥屋、ラーメン屋など、多種多様な店が確認されているようだが、ある日突然異世界との接続が閉ざされて店がなくなってしまうこともある。
なお、金銭に関しては異世界の貨幣を何故か取り扱っている質屋があり、そこ以外では換金できず、他の質屋に持ち込んでも変な理由で断られたり数々の妨害が入ったりして結局換金できない。
「げん」が異世界とつながったのは、稲荷神社の神の使いが「わざわざ七面倒臭い手続き」をしたからであることが、神の使い本人から店主に告げられた。ただし、なぜそのようなことを行なったのかについては、言及されなかった。なおこの神の使いが、「のぶ」に登場するそれと同一人物であるかについては不明である。

## 登場人物

### 「げん」とその関係者
葦村草平（よしむら そうへい）
居酒屋「げん」の店主。年齢は60に手が届こうというところ。娘2人は実家を離れ、元妻はこちら側の世界で文字通り世界を飛び回って仕事をしているようで、普段は一人暮らしをしている。娘は名前呼びで、元妻のことは「月ちゃん」もしくは「月子さん」と呼ぶ。元妻とは離婚はしているものの、今でも仲が良い。腰痛の持病持ちで、傷みがひどい時には店を休むことがある。もともと店を畳もうとしたのも、この腰痛が原因のひとつでもある。
「葦村家の男は過去に狐との間に何かしらの因縁があり、その呪いで皆60歳前後で死ぬ」と考えていた。実際にはむしろ逆で元々の短命を稲荷神が60まで引き伸ばしており、草平に関しては特に短命と言う事はない様子。
第48話で正太郎に店を譲り、その後は時々店を手伝いながら、悠々自適の生活を送っている。また、60話にてピエールに対し月子のことを「妻」と呼んでいることから、隠居に伴って再婚しよりを戻した模様。
葦村ひなた（よしむら ひなた）
草平と月子の長女。大学では家政科を専攻し、今はケーキ屋を始めとして、複数の店でアルバイトをしている。大学時代の同じサークルの先輩である榊原正太郎と、結婚を前提として付き合っている。パンを焼くことだけには自身があり、実際に異世界王都のパン検査官にもその出来ばえを絶賛されたことがある。自分自身を、料理のこと以外、細かいことに全くこだわらない父親と同じ性格だと思っている。
父が店を畳むという話を聞き、それならばその店を正太郎に譲ってもらおうと本人を連れて談判に訪れた。
葦村奈々海（よしむら ななみ）
草平と月子の次女で、国立城北大学の大学院で経済学を学んでいた。母親に似て徹底したリアリストだが、反面無類のファンタジー好きでもある。そのことは「げん」が異世界とつながったと聞いた後の第一声が、ひなたにエルフや獣人の来店者がいないかを確認したことからもうかがえる。異世界に対する興味を満足させるために、こちらの世間には内緒で父親が店を続けることに賛成する。自身の知識をともに、異世界の貨幣の両替や、市場調査を担当しようとした。昔から誰とでも接する事ができるひなたを尊敬しており、異世界の人達とも接するひなたの姿を見て異世界で生活する事を決意し大学院を自主退学した。一度は白狐に阻止されるも、奈々海の退学届を休学に変更した月子が出した、信頼できる勤め先を見つけるという条件で異世界で働く事は許され、クリストフの助手としてその才能を振るう事となる。
その仕事ぶりは各所でも評判で、クリストフの昇進に伴い、従卒見習いから従卒に出世し、その際にユーグ王への謁見が適った。
大黒月子（おおぐろ つきこ）
草平の元妻。アパレル会社を経営し、こちらの世界では国際的に活躍している模様。ひなたの縁談と聞いて、そのときに訪れていたフランスから、翌日に日本に帰るためなら通常の運賃の5倍までなら出すと手配するほど金銭的には余裕がある。草平とは駆け落ちして結婚したため実家とは絶縁状態となったが、会社運営の成功により、現在はほぼ傘下に置いているとのこと。
離婚はしているものの草平とも仲が良く、家族で集まることも珍しくない。草平が正太郎に店を譲ってからは、よく二人でデートにも出かけているようである。
60話にて久しぶりに厨房に立った草平がピエールに対し月子の事を妻と呼んでいるため、再婚してよりを戻した模様。
榊原正太郎（さかきばら しょうたろう）
大学時代はひなたと同じサークルの先輩であり、現在本人同士は結婚を前提として付き合っているつもりである。子供の頃から料理が好きで、いつかは自分の店を持ちたいと思い、あちこちの料理店でバイトをしながら経験を積むと同時に、将来のための出店費用を貯蓄していた。草平が直接調理の腕を評価する描写はないが、店を手伝わせるだけではなく、お客に出すものの調理もさせていることから、その腕前を認められていることが分かる。何より、草平は稲荷神社の神の使いに聞かれたときに、正太郎に店を譲るつもりであることを言明している。
第48話で草平から店を譲り受けたが、屋号は「げん」のままで営業を続けている。
リュカ
ひなたが遅刻してきたある日、汚れた姿で店にやってきて、いきなり雇ってほしいと草平に頼み込んできた少年。空腹そうだと見て取った草平が食事を勧めたが、施しは受けないと一度は断ったり、その後食べ始めるときもきちんと食前に祈りを捧げ、上品に食べることから育ちの悪い人間ではないと「げん」で皿洗いとして雇われることとなった。仕事をさせてみると、どんな仕事もすぐ覚え、よく気が利いて草平に可愛がられている。カミーユの「国王の盾」という言葉に反応したり、外国の料理についての知識も備えている。「げん」ではひなたの中学時代の体操服とジャージを仕事着にし、ひなたの髪留めで髪をまとめている。
実は後述のアンの異母兄で、本名は「リュック・ド・クルスタン」。父・セドリックとは確執があったがのちに和解、家に戻るよう促されるも「リュカ」として母と生活すると断って「げん」を手伝っている。
アリエル
ジャンの教会に併設されている孤児院の子ども。間もなく15歳になるため、孤児院を出なければならない年頃。日頃から孤児院の手伝いで調理助手のようなことをしたり、休日には屋台を出して焼き菓子を売って自分たちの生活費を稼いだりして、料理には縁があった。ジャンとカミーユの紹介で「げん」に職を求めてやってきたが、面接で正太郎の「店で食事を出すうえで大切なこと」は何かという質問に、かって正太郎自身が過去に採用面接を受けたときの答えと同じ答えを返して採用が決まった。

### 異世界人
ジャン・ド・ルナール
王都の貧乏貴族の六男坊。いわゆる部屋住みの身分であるため、聖職者として教会で働いている。身分は侍祭という最下位で雑用をしているが、昔から気の回し過ぎで混乱しミスを犯すことが多く、仕事に対して自信をなくしていた。そんなときに「げん」でごろごろハンバーグを振る舞われたことで元気を出すことができた。その後、幼馴染のカミーユ・ヴェルダンと「げん」で出会い、旧交を温めることとなる。
アナトール・エレボス
法服貴族として出仕できる資格を持ち、その知識で貴族相手の家庭教師をしている。失恋し、やけ酒を飲んでいるときに「げん」にたどり着いた。それ以来「げん」の常連となっている。
「マリー」という名前の複数の女性に繰り返しフラれる事から「寝取られ男」の渾名を付けられており、「マリーの呪い」にかかっているとも噂されている。しかしてその真実は、親の勧めで王女付の侍女として王宮に上がることが決まった恋人のマリー・ド・バイイの経歴に一切の汚点を残すことが無いよう、そして世間の目が彼女に不利に向けられることが無いように、自身が道化となって「マリー」という女性にばかり振られるという噂を故意に流していたのであった。「げん」で偶然にマリー・ド・バイイと隣り合わせになったが、どちらも自分の気持ちを言い出すことができずにその場は別れた。
のちに長年の目標であった王室書記官の試験に合格したら結婚してもいいと、マリーの方から手を差し伸べられる形で婚姻を受け、猛勉強して試験に合格。晴れてマリーと結婚した。
カミーユ・ヴェルダン
代々騎士を務める貴族の家に生まれた娘で、クリストフという兄がいる。本来はクリストフが嫡男だが、身体が弱いことから兄に代わって女の身でありながらも騎士として出仕している。自身が女であることを周囲にとやかく言われることが多かったため、無理をしていたところが多々あった。だが、ジャンとの再会や兄の仕官などでそれらの問題も解決したようで、それ以降は特に悩む様子はない。
常連客の中でも特に登場回数が多く、他の客が彼女の素性を知っている描写も多い、「げん」の名物客。
アン・ド・クルスタン
王室内膳司で、前の筆頭典膳であったピエール・ド・クルスタンの孫娘。「げん」のカウンターが高すぎて不自由するほどの幼さながら、祖父譲りの神がかった舌を持つと噂されている。実際に肉じゃがとプリンを食したときも、確かな分析をするとともに、食材や調理法に並々ならぬ興味を示した。
ラ・ヴィヨン卿
悪気はないが、美食家で気難しいことで有名なオイリアの貴族。爵位は不明。「げん」と「のぶ」の両店で食事をしたことがある数少ない人物のひとり。「のぶ」で王宮にも匹敵する食事を饗されたことに危機感をいだき、王都の食事の質、それも市井の店のレベルを底上げすることが大事であると力説する。
クロヴィス・ド・フロマン
王都の勅任パン検査官。庶民の食卓を守るために、王都にはパンに関する厳しい製造の規定があり、それが遵守されているかを確認するのが主な仕事となる。とても匂いに敏感で、パン屋の前を通って匂いをかぐだけで、そのパンの出来栄えはもとより、規定が遵守されているかどうかを文字通り嗅ぎ分けることができる。ひなたが唯一自信を持っている自家製パンに感激し、王室御用達の地位を提案するものの、規定の中で試行錯誤しているパン職人に対して失礼に値すると言下に断られた。
クリストフ・ヴェルダン
カミーユの兄で、代々尚武の家系であるヴェルダン家の嫡男。身体が弱いために自身は騎士として出仕することができず、妹のカミーユを名代としていた。家にいる間に勉学に励み、その後法服貴族の資格を得て王室書記官に任命され、名実ともにヴェルダン家の当主となることができた。
ミリアムとスージー
女二人で古都で小間物商をしている、細身でストレートヘアのミリアムは食事や交渉事を担当し、少しふっくらとしてそばかすのあるスージーは、健啖家で人の名前や特徴を覚えるのが得意という女性のコンビ。2人とも以前は苦労をしており、その頃には二度と戻りたくないと考えている。商売に失敗して全財産を失いそうになったときに「げん」を訪れた。二人に出す料理に使おうと正太郎が卵を割ったとき、たまたまそれが二黄卵だったことから良いことがあると言われたが、まさにその場で起死回生の商談をまとめることができた。それから、大きな商談に赴く前には、「げん」に寄っていくというジンクスを守っている。
商売が軌道に乗ったところで小間物ギルドに声を掛けられ、ギルドに加入することとなった。
ピエール・ド・クルスタン
リュカとアンの祖父で前筆頭典膳。「神の舌」と讃えられるほどの才を持ち、市井の姿で「げん」を訪れては数々の料理に舌鼓を打っている。息子のセドリックに家督を譲ってからは隠居して大陸中の料理を食べるべく旅をしようかと考えていたが、息子が改心した事とリュカが「げん」で働いている事を知ってからはパリシィアに留まる事となる。
昔「不思議な店」に遭遇した経験から「げん」も「不思議な店」のひとつであると理解しており、奇譚拾遺使などを通じて帝国・アイテーリアにも「のぶ」が存在している事をはじめ、大陸各地に「不思議な店」が点在している事など、ある程度の情報を持っている。
セドリック・ド・クルスタン
リュカとアンの父親で現筆頭典膳。キザな性格で市井の姿に扮しても浮世離れした姿をしており、「げん」の料理を気に入り、草平を内膳司に迎え入れようとする。
市井の旅籠屋の娘でリュカの母親のシルヴェーヌと恋に落ち、身分を捨てて一緒に生活しようかとも考えたが身分格差の厳しい世間が許さず、側室にもできず父・ピエールの邸宅に生活させていたが、さらにリュカが生まれ、リュカが「神の舌」と讃えられているピエールの才能を色濃く受け継いでいる事に激しい嫉妬を覚え、生活支援を条件に2人を追い出した。紆余曲折の末にリュカと和解、自身も一からやり直すとそれまでの地位を捨てて見習いになり、多忙だが充実した日々を送っている。
ガブリエル
法律を学ぶ大学生。沿岸沿いの町の貴族の生まれで、しばらく故郷に戻っていない上に卒業後の進路に悩んで気持ちが沈みがちになっていたが、ある時ふと「げん」を訪れ、その時に出会ったピエールに誘われるままにブリ大根を食し、故郷の味を懐かしんでやる気を取り戻し、以後は「海の幸が食べられる店」として「げん」を訪れるようになる。
マチュー
ガブリエルの同期で法律を学ぶ大学生。異国の出身らしく褐色肌。酒好きであらゆる所で飲み食いしているため、酒と食に対する知識は豊富だが、そのため借金まみれで、困窮するとガブリエルなどの同期に飯を奢らせる困った一面を持つ。
パンジャンマン
ガブリエルやマチューの学友だが、小柄なためいつも弟扱いされている。あまり学業成績が芳しくなく、追試などで一緒に呑みに出る機会が少ない。実は師匠と2人で「エクレール」という筆名で劇作をしており、その〆切に追われているせいでもある。本人はアナトール・エレボスの生徒でもあった。
アデレード・ド・オイリア
東王国王家の1人で、前国王ルイ・ド・オイリアの妹にして現国王のユーグと前摂政宮のセレスティーヌの叔母にあたる王女。世間では政情や政争に振り回され、それ故に縁談に恵まれていない悲劇の王女と呼ばれているが、実際はそれすら利用して、侍女のマリー・ド・バイイと共に時折王城を抜け出して市井の姿に扮しては食べ歩きをしているマイペースな性格の持ち主。カミーユの薦めで「げん」を訪れ、気に入っては度々「げん」を訪れている。リュカにピエールの面影を見ているが、未だにピエールの孫である事に気付いていない模様。
マリー・ド・バイイ
アデレードに仕える筆頭侍女。何かに付けてたびたび王城を脱走するアデレードにいつも手を焼いている。
あまり家格の高い家の出身ではないが、親の勧めで王女付として王宮に上がり、その能力から筆頭侍女まで上り詰めた。王宮に上がる際に当時付き合っていたアナトール・エレボスに「素敵な恋を見つけてほしい」と別れを告げた。
のちに「げん」でアナトールと再会。アナトールが今でも自分を想っていた事を知り、また自分もアナトール以外と結婚するくらいならと、縁談を断り未婚を貫き通そうとした事を知られ、紆余曲折の末に晴れてアナトールと結婚した。
クローヴィンケル
大陸中で有名な「食の吟遊詩人」で、「異世界居酒屋「のぶ」」の登場人物。「げん」と「のぶ」の両店に来訪したもうひとりの人物。両店と同様の「不思議な店」の調査をすべく、大陸中を旅している。ピエールとは若い頃に共に豚骨ラーメンを食べた仲で、「げん」で再会してからは「不思議な店」についての情報交換をしている。
セレスティーヌ・ド・オイリア
「異世界居酒屋「のぶ」」の登場人物で、東王国元王女にして前摂政宮。実際に「げん」を訪れたことはなく、既に帝国皇帝・コンラート5世の下に嫁いでおり、本作では登場人物の回想のみに登場する。
ユーグ・ド・オイリアII世
東王国現国王。年齢12歳で「幼王」の渾名を持ちながらも、「英雄王」と謳われた前国王に劣らぬ智才を持つ。
のちに市政の姿でパリシィアの視察に出る際に、アデレードの薦めでカミーユと共に「げん」を訪れ、料理を食べて大層気に入った。
ジャンヌ＝フランソワーズ・レミ・ド・ラ・ヴィニー
新人奇譚拾遺使の女性。奇譚拾遺使の仕事を「王族のために珍しい話を集める」という文字通りの意味でしか理解しておらず、諜報員としての働きについては全く知らない。このため、職場で他の拾遺使の報告書を読みたいといって、同僚に止められたこともあった。居酒屋「げん」に帝国の影を感じた拾遺使上層部により、「げん」で食事をして状況を確認するよう命じられた。店では拾遺使の思惑を感じた稲荷神社の神の使いがひなた達には見られないように相手をしたが、もとより裏の意味を知らないジャンヌに安心して去っていった。
異世界居酒屋「のぶ」の登場人物の一人である、ジャン=フランソワ・モーント・ド・ラ・ヴィニーとはノビリアリー・パーティクルが同じであるが、本作中でその縁戚関係が語られることはない。ただ、両名には報告書に料理について細かく、しかも食欲をそそるように記述するという、同じ才能が見られる。

### その他の登場人物
稲荷神社の神の使い
草平が稲荷神社に詣でる姿を、いつも背後から見ていた。「げん」を異世界につなげた張本人。異世界につなげる際には、日本国内の複数の神宮や大社に出向いたらしい。草平の前には、十二単の上に水干を着た狐の耳と尻尾を持つ少女の姿で現れ、お子様ランチを所望した。しかしハンバーグに含まれる玉ねぎは本来狐などイヌ科の動物には猛毒であるため、草平に一度拒否されて落ち込んだが、スマホでいずこかに問い合わせて問題無いらしいことを確認し、それならと狐に食べられない物を盛り沢山にしたお子様ランチを作って貰った。本人は狐に類する何からしいが、純粋な狐とは違うため、玉ねぎやチョコレート、そしてレーズンを食しても死ぬことは無い。ただし、帰った後に腹を下したらしく、月子の夢枕に現れた際には、ネギをよけるように頼んでいた。

## 書誌情報

### 漫画
- 蝉川夏哉（原作）・碓井ツカサ（作画） 『異世界居酒屋「げん」』 宝島社〈このマンガがすごい!comics〉、既刊13巻（2025年4月18日現在）
  1. 2018年5月25日発売[2][3]、ISBN 978-4-8002-8368-9
  2. 2018年11月22日発売[4]、ISBN 978-4-8002-8700-7
  3. 2019年7月25日発売[5]、ISBN 978-4-8002-9672-6
  4. 2020年3月14日発売[6]、ISBN 978-4-299-00288-4
  5. 2020年7月4日発売[7]、ISBN 978-4-299-00675-2
  6. 2021年3月12日発売[8]、ISBN 978-4-299-01347-7
  7. 2021年9月9日発売[9]、ISBN 978-4-299-01940-0
  8. 2022年4月8日発売[10]、ISBN 978-4-299-02856-3
  9. 2022年11月25日発売[11]、ISBN 978-4-299-03550-9
  10. 2023年6月23日発売[12]、ISBN 978-4-299-04389-4
  11. 2024年1月19日発売[13]、ISBN 978-4-299-05073-1
  12. 2024年9月6日発売[14]、ISBN 978-4-299-05924-6
  13. 2025年4月18日発売[15]、ISBN 978-4-299-06689-3

### 小説

#### 単行本
- 蝉川夏哉（著）・碓井ツカサ（イラスト） 『小説 異世界居酒屋「げん」』 宝島社、既刊1巻（2025年1月25日現在）
  1. 2022年04月08日発売[16]）、ISBN 978-4-299-02859-4

#### 文庫版
- 蝉川夏哉（著）・碓井ツカサ（イラスト） 『小説 異世界居酒屋「げん」』 宝島社〈宝島社文庫〉、既刊2巻（2025年1月25日現在）
  1. 2023年10月05日発売[17]）、ISBN 978-4-299-04832-5
  2. 2024年09月04日発売[18]）、ISBN 978-4-299-05953-6